# Rástesjávrásj
Rástesjávrásj, enligt tidigare ortografi Rastesjauratj, är en sjö i Jokkmokks kommun i Lappland och ingår i Luleälvens huvudavrinningsområde. Sjön har en area på 0,241 kvadratkilometer och ligger 715 meter över havet. Rástesjávrásj ligger i Padjelanta Natura 2000-område. Sjön avvattnas av vattendraget Guovddelisjåhkå. Närliggande naturobjekt med samma namn-förled är det låga berget Rástesvárre (857 m ö.h.) och halvön Rástesnjárgga. Rástes är det lulesamiska namnet på fågeln björktrast (Turdus pilaris), vilket kan antyda att den fågeln var vanlig i området under en tidigare värmeperiod.

## Delavrinningsområde
Rástesjávrásj ingår i det delavrinningsområde (748967-152044) som SMHI kallar för Mynnar i Vastenjaure. Medelhöjden är 788 meter över havet och ytan är 34,04 kvadratkilometer. Det finns inga avrinningsområden uppströms utan avrinningsområdet är högsta punkten. Guovddelisjåhkå avvattnar avrinningsområdet och vattnet fortsätter därefter via Vuojatädno, Stora Luleälven och Luleälven innan det når havet efter 413 kilometer. Avrinningsområdet består mestadels av kalfjäll (98 procent). Avrinningsområdet har 0,57 kvadratkilometer vattenytor vilket ger det en sjöprocent på 1,7 procent.

## Galleri

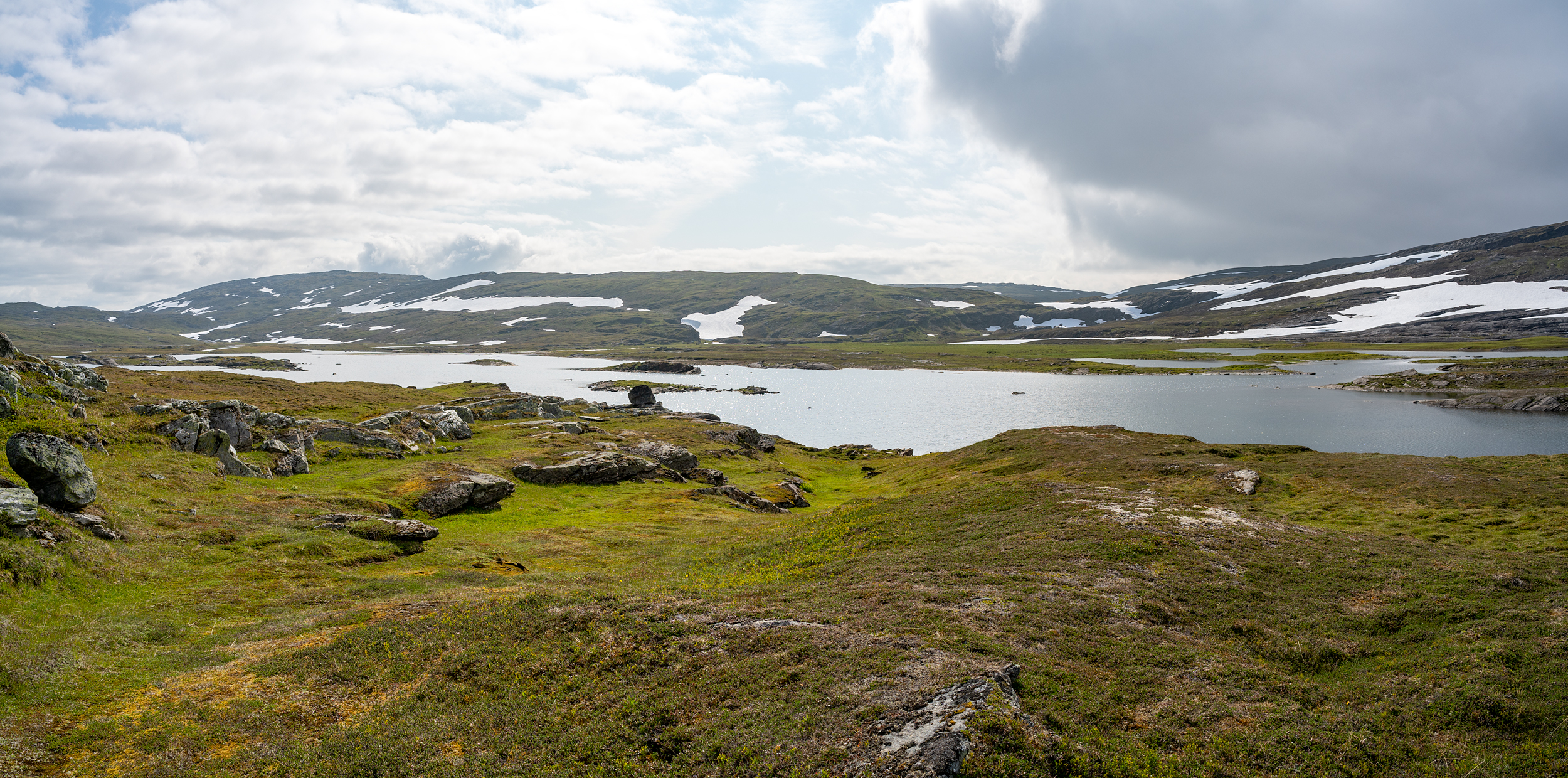
Rastesjávrásj - vy mot sydöst.
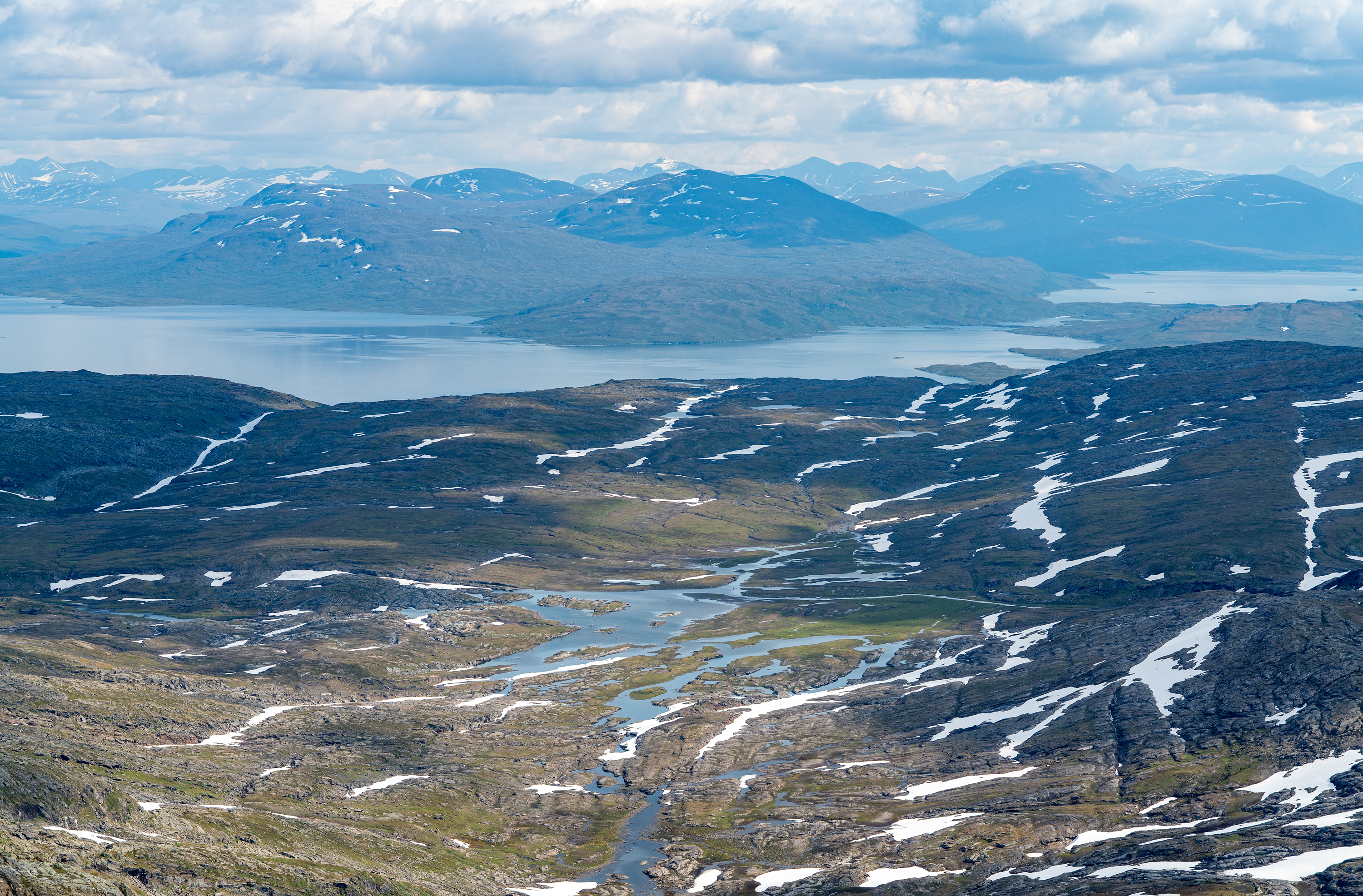
Rastesjávrásj - vy mot öster från Snötoppen. I bakgrunden Vásstenjávrre och Virihávrre.